# 森本とみやす
森本 とみやす（もりもと とみやす、1976年10月1日 - ）は、日本の俳優。身長176cm。体重75kg。血液型はAB型。旧芸名は森本 臣泰（読みは同じ）。さち子プロ所属。
三重県桑名市出身。早稲田大学第二文学部卒。

## 出演作品

### 映画
- クライマーズ・ハイ（2008年）

### テレビドラマ
- 刑事部屋〜六本木おかしな捜査班〜（2005年）
- 新・風のロンド（2006年）
- Tomorrow〜陽はまたのぼる〜（2008年）
- 相棒 season12 第10話「ボマー〜狙撃容疑者特命係・甲斐享を射殺せよ!」（2014年1月1日） - 本田克己 役

### 舞台
- 明日はくるか!?
- 一本刀土俵入り
- オペラ工房
- おままごと
- かどで
- カノン
- 近代能楽集
- 靴屋の祭日
- こうもり
- 新宿・歌声喫茶の青春
- 青春デンデケデケデケ
- 田原坂
- ナツトロイ戦争は起こらないだろう
- 橋の上の男
- ひとり
- ねずみとり
- パートナー
- 袴垂れはどこだ
- 故郷
- ぼくの東京日記
- 舞子の蔵
- 山神様のおくりもの